# Årets handbollsspelare i Tyskland
Årets handbollsspelare i Tyskland (tyska: Handballer des Jahres in Deutschland) är en utmärkelse som utses av tidningen Handballwoches läsare. Den delas ut årligen sedan 1978 då Förbundsrepubliken Tyskland blev världsmästare i handboll för andra gången i Danmark. En damspelare och en herrspelare utses parallellt.

## Herrar
Andreas Thiel har erhållit titeln flest gånger av alla; sju gånger. 1992 blev Mikael Källman den första utländska handbollsspelaren att erhålla titeln. Erhard Wunderlich valdes 2000 till Århundradets handbollsspelare i Tyskland.

### Vinnare

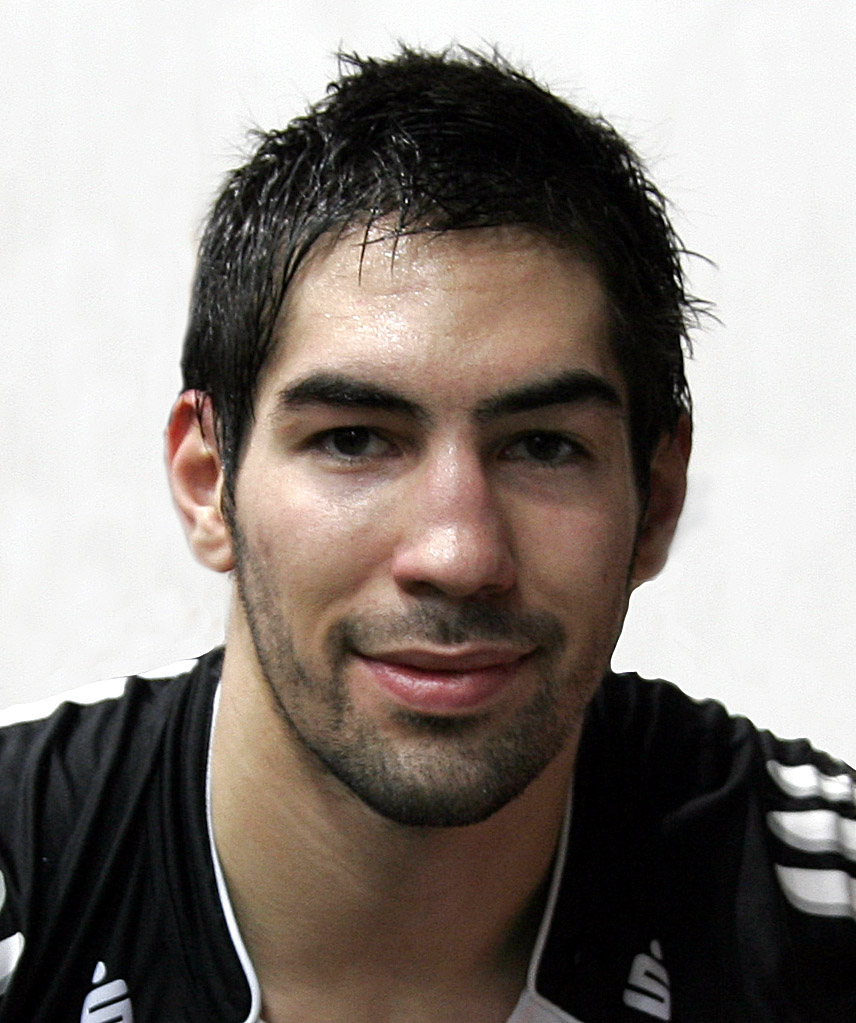
Nikola Karabatic, Årets handbollsspelare i Tyskland 2007 och 2008.

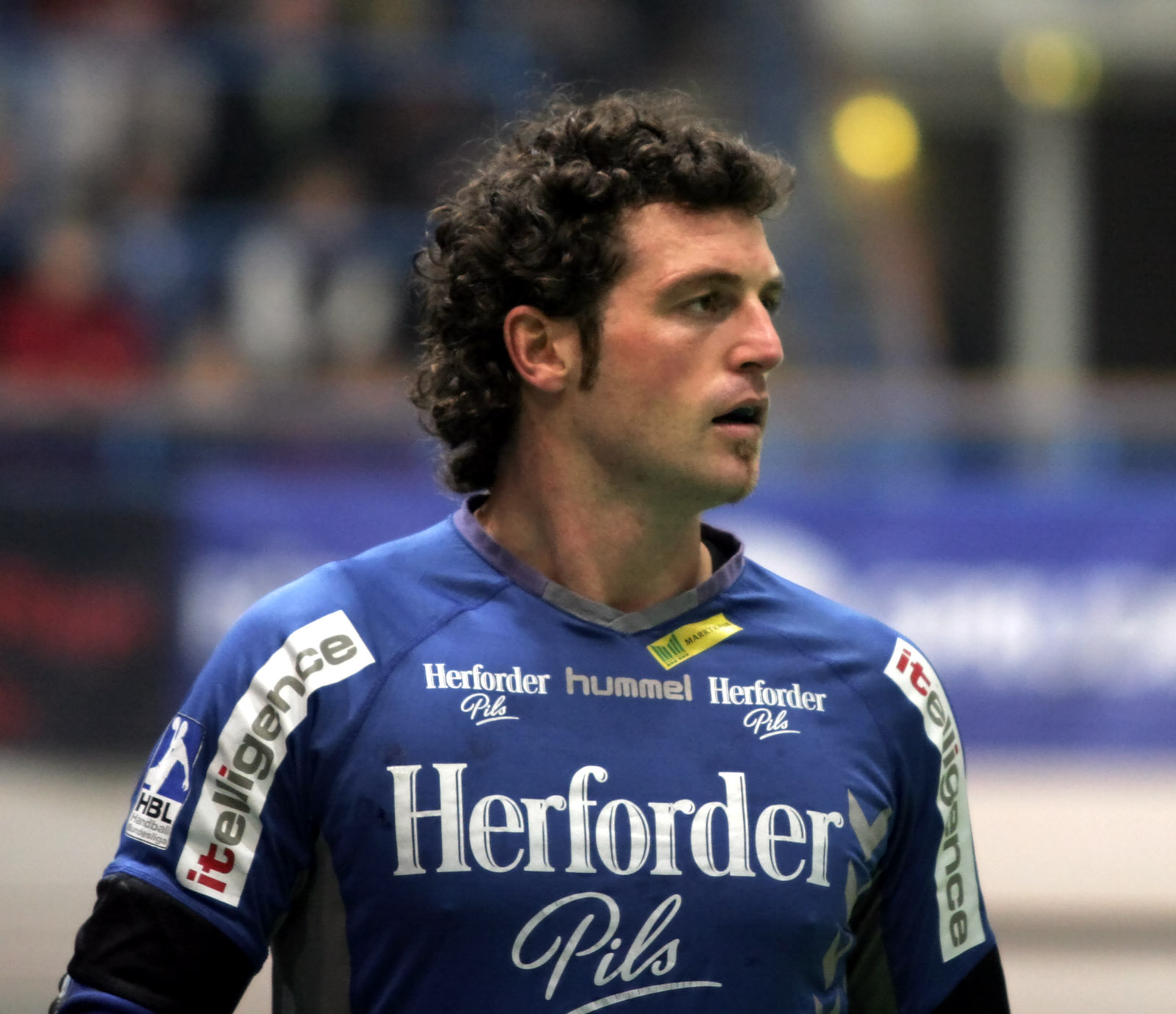
Florian Kehrmann, Årets handbollsspelare i Tyskland 2003, 2005 och 2006.

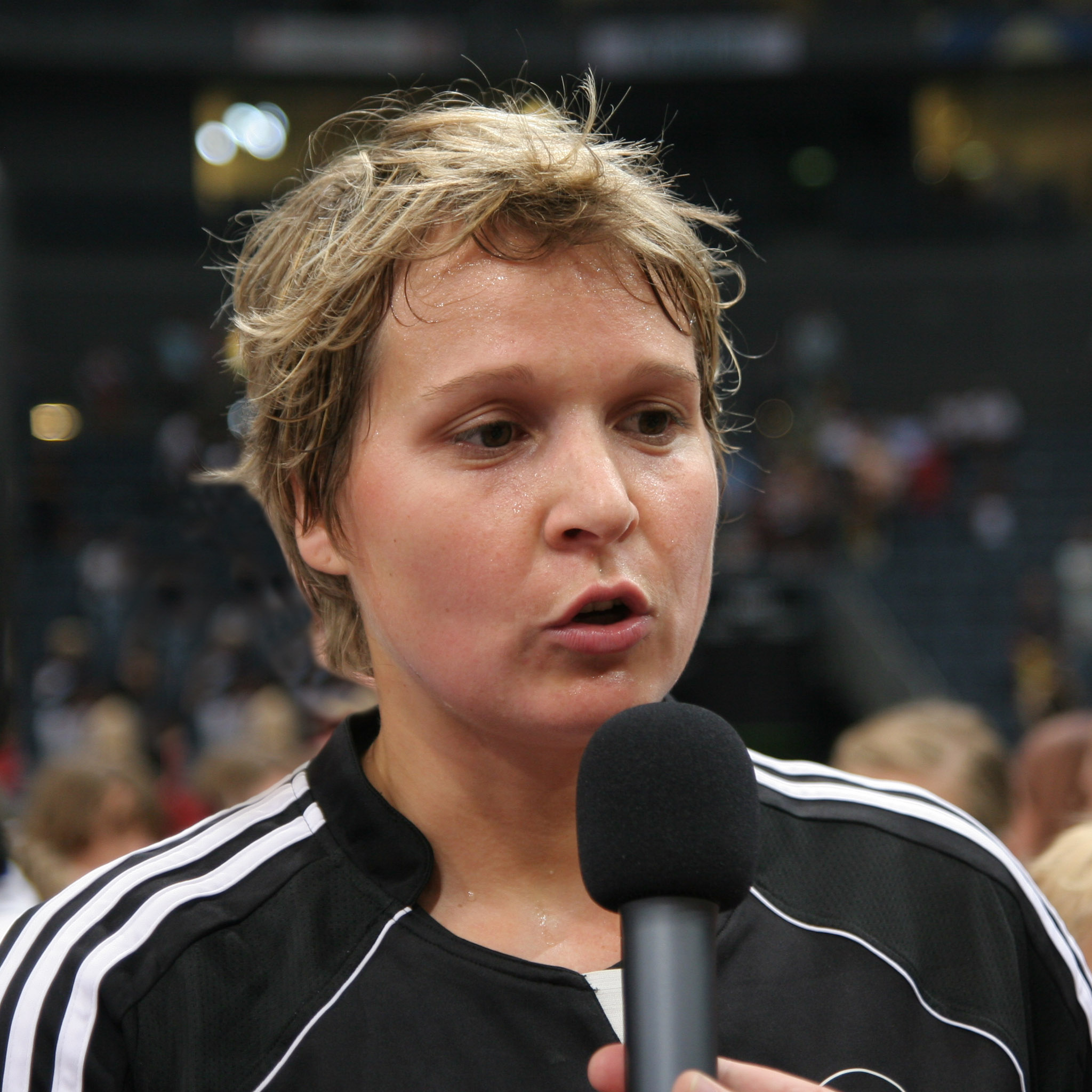
Grit Jurack, Årets handbollsspelare i Tyskland 1999, 2000, 2001, 2007 och 2008.

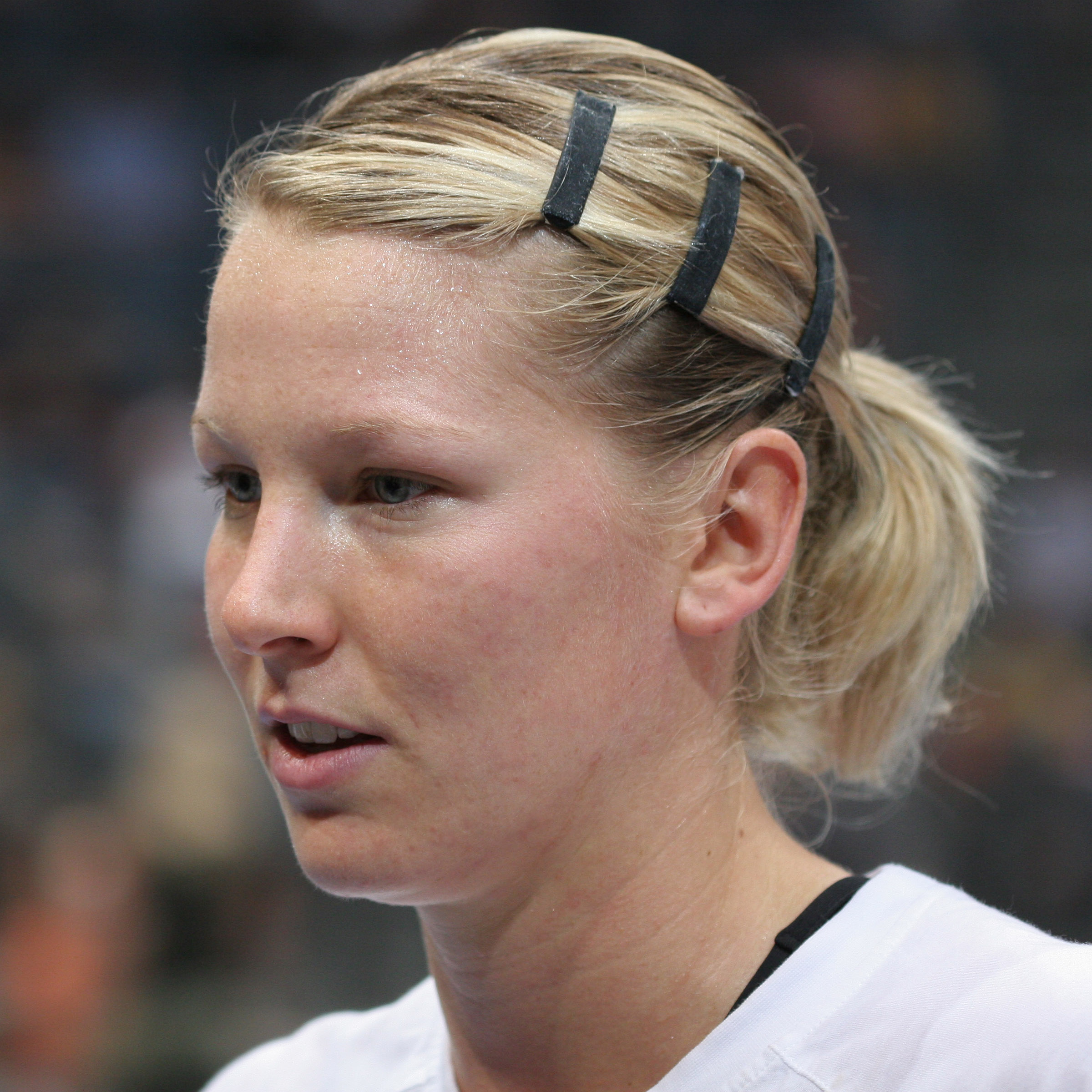
Nadine Krause, Årets handbollsspelare i Tyskland 2005 och 2006.

| År   | Vinnare                | Nationalitet | Klubb                  |
| ---- | ---------------------- | ------------ | ---------------------- |
| 1978 | Heiner Brand           | Västtyskland | VfL Gummersbach        |
| 1979 | Manfred Hofmann        | Västtyskland | TV Großwallstadt       |
| 1980 | Arno Ehret             | Västtyskland | TuS Hofweier           |
| 1981 | Erhard Wunderlich      | Västtyskland | VfL Gummersbach        |
| 1982 | Erhard Wunderlich (2)  | Västtyskland | VfL Gummersbach        |
| 1983 | Andreas Thiel          | Västtyskland | VfL Gummersbach        |
| 1984 | Andreas Thiel (2)      | Västtyskland | VfL Gummersbach        |
| 1985 | Andreas Thiel (3)      | Västtyskland | VfL Gummersbach        |
| 1986 | Andreas Thiel (4)      | Västtyskland | VfL Gummersbach        |
| 1987 | Andreas Thiel (5)      | Västtyskland | VfL Gummersbach        |
| 1988 | Jochen Fraatz          | Västtyskland | TuSEM Essen            |
| 1989 | Andreas Thiel (6)      | Västtyskland | VfL Gummersbach        |
| 1990 | Stefan Hecker          | Västtyskland | TuSEM Essen            |
| 1991 | Jochen Fraatz (2)      | Tyskland     | TuSEM Essen            |
| 1992 | Mikael Källman         | Finland      | SG Wallau/Massenheim   |
| 1993 | Andreas Thiel (7)      | Tyskland     | TSV Bayer Dormagen     |
| 1994 | Stefan Kretzschmar     | Tyskland     | VfL Gummersbach        |
| 1995 | Stefan Kretzschmar (2) | Tyskland     | VfL Gummersbach        |
| 1996 | Martin Schwalb         | Tyskland     | SG Wallau/Massenheim   |
| 1997 | Daniel Stephan         | Tyskland     | TBV Lemgo              |
| 1998 | Daniel Stephan (2)     | Tyskland     | TBV Lemgo              |
| 1999 | Daniel Stephan (3)     | Tyskland     | TBV Lemgo              |
| 2000 | Markus Baur            | Tyskland     | HSG Wetzlar            |
| 2001 | Christian Schwarzer    | Tyskland     | TBV Lemgo              |
| 2002 | Markus Baur (2)        | Tyskland     | TBV Lemgo              |
| 2003 | Florian Kehrmann       | Tyskland     | TBV Lemgo              |
| 2004 | Henning Fritz          | Tyskland     | THW Kiel               |
| 2005 | Florian Kehrmann (2)   | Tyskland     | TBV Lemgo              |
| 2006 | Florian Kehrmann (3)   | Tyskland     | TBV Lemgo              |
| 2007 | Nikola Karabatić       | Frankrike    | THW Kiel               |
| 2008 | Nikola Karabatić (2)   | Frankrike    | THW Kiel               |
| 2009 | Filip Jícha            | Tjeckien     | THW Kiel               |
| 2010 | Filip Jícha (2)        | Tjeckien     | THW Kiel               |
| 2011 | Uwe Gensheimer         | Tyskland     | Rhein-Neckar Löwen     |
| 2012 | Uwe Gensheimer (2)     | Tyskland     | Rhein-Neckar Löwen     |
| 2013 | Uwe Gensheimer (3)     | Tyskland     | Rhein-Neckar Löwen     |
| 2014 | Uwe Gensheimer (4)     | Tyskland     | Rhein-Neckar Löwen     |
| 2015 | Andreas Wolff          | Tyskland     | HSG Wetzlar            |
| 2016 | Andreas Wolff (2)      | Tyskland     | THW Kiel               |
| 2017 | Andy Schmid            | Schweiz      | Rhein-Neckar Löwen     |
| 2018 | Patrick Wiencek        | Tyskland     | THW Kiel               |
| 2019 | Timo Kastening         | Tyskland     | TSV Hannover-Burgdorf  |
| 2020 | Hendrik Pekeler        | Tyskland     | THW Kiel               |
| 2021 | Niklas Landin          | Danmark      | THW Kiel               |
| 2022 | Johannes Golla         | Tyskland     | SG Flensburg-Handewitt |

## Damer
Grit Jurack har erhållit titeln vid flest tillfällen, fem gånger.

### Vinnare
| År   | Vinnare             | Nationalitet | Klubb                                 |
| ---- | ------------------- | ------------ | ------------------------------------- |
| 1978 | Veronika Maaß       | Västtyskland | TuS Eintracht Minden                  |
| 1979 | Sigrid Berndt       | Västtyskland | TSV Bayer 04 Leverkusen               |
| 1980 | Anni Placht         | Västtyskland | DJK Würzburg                          |
| 1981 | Renate Schulzki     | Västtyskland | TSV Bayer 04 Leverkusen               |
| 1982 | Dagmar Stelberg     | Västtyskland | VfL Engelskirchen                     |
| 1983 | Dagmar Stelberg (2) | Västtyskland | VfL Engelskirchen                     |
| 1984 | Britta Vattes       | Västtyskland | TSV Bayer 04 Leverkusen               |
| 1985 | Astrid Seiffert     | Västtyskland | TSV Bayer 04 Leverkusen               |
| 1986 | Dagmar Stelberg (3) | Västtyskland | VfL Engelskirchen                     |
| 1987 | Dagmar Stelberg (4) | Västtyskland | VfL Engelskirchen                     |
| 1988 | Elena Leonte        | Västtyskland | TV Lützellinden                       |
| 1989 | Astrid Seiffert (2) | Västtyskland | TSV Bayer 04 Leverkusen               |
| 1990 | Astrid Seiffert (3) | Västtyskland | TSV Bayer 04 Leverkusen               |
| 1991 | Elena Leonte (2)    | Tyskland     | TV Mainzlar                           |
| 1992 | Elena Leonte (3)    | Tyskland     | TV Mainzlar                           |
| 1993 | Bianca Urbanke      | Tyskland     | Frankfurter HC                        |
| 1994 | Bianca Urbanke (2)  | Tyskland     | Frankfurter HC                        |
| 1995 | Michaela Erler      | Tyskland     | Borussia Dortmund                     |
| 1996 | Michaela Erler (2)  | Tyskland     | TuS Walle Bremen                      |
| 1997 | Franziska Heinz     | Tyskland     | Borussia Dortmund                     |
| 1998 | Silvia Schmitt      | Tyskland     | TSV Bayer 04 Leverkusen               |
| 1999 | Grit Jurack         | Tyskland     | HC Leipzig                            |
| 2000 | Grit Jurack (2)     | Tyskland     | HC Leipzig                            |
| 2001 | Grit Jurack (3)     | Tyskland     | Ikast-Bording Elite Håndbold          |
| 2002 | Anika Ziercke       | Tyskland     | TuS Eintracht Minden                  |
| 2003 | Kathrin Blacha      | Tyskland     | TSV Bayer 04 Leverkusen               |
| 2004 | Kathrin Blacha (2)  | Tyskland     | 1. FC Nürnberg Handball               |
| 2005 | Nadine Krause       | Tyskland     | TSV Bayer 04 Leverkusen               |
| 2006 | Nadine Krause (2)   | Tyskland     | TSV Bayer 04 Leverkusen               |
| 2007 | Grit Jurack (4)     | Tyskland     | Viborg HK                             |
| 2008 | Grit Jurack (5)     | Tyskland     | Viborg HK                             |
| 2009 | Clara Woltering     | Tyskland     | TSV Bayer 04 Leverkusen               |
| 2010 | Clara Woltering (2) | Tyskland     | TSV Bayer 04 Leverkusen               |
| 2011 | Franziska Mietzner  | Tyskland     | Frankfurter HC                        |
| 2012 | Katja Schülke       | Tyskland     | HC Leipzig                            |
| 2013 | Susann Müller       | Tyskland     | HC Leipzig                            |
| 2014 | Katja Schülke (2)   | Tyskland     | HC Leipzig                            |
| 2015 | Anna Loerper        | Tyskland     | TuS Metzingen                         |
| 2016 | Anna Loerper (2)    | Tyskland     | TuS Metzingen                         |
| 2017 | Clara Woltering (3) | Tyskland     | Borussia Dortmund                     |
| 2018 | Emily Bölk          | Tyskland     | Thüringer HC                          |
| 2019 | Emily Bölk (2)      | Tyskland     | Thüringer HC                          |
| 2020 | Dinah Eckerle       | Tyskland     | SG BBM Bietigheim, Siófok KC, Metz HB |
| 2021 | Alina Grijseels     | Tyskland     | Borussia Dortmund                     |
| 2022 | Alina Grijseels (2) | Tyskland     | Borussia Dortmund                     |
| 2023 | Emily Bölk (3)      | Ungern       | Ferencvárosi TC                       |